# Mayridia bureshi
Mayridia bureshi är en stekelart som beskrevs av Hoffer 1977. Mayridia bureshi ingår i släktet Mayridia och familjen sköldlussteklar.
Artens utbredningsområde är Bulgarien. Inga underarter finns listade i Catalogue of Life.